# دیلن فاج
دیلن فاج (انگلیسی: Dylan Fage؛ زادهٔ ۱۸ مارس ۱۹۹۹) بازیکن فوتبال اهل فرانسه است.
از باشگاه‌هایی که در آن بازی کرده‌است می‌توان به باشگاه فوتبال اوسر اشاره کرد.